# The Crown of Sympathy
The Crown of Sympathy ist ein Lied der Gothic-Metal-Band My Dying Bride, das die Band 1993 veröffentlichte.

## Hintergrund und Veröffentlichungen
The Crown of Sympathy wurde zwischen Juni und Juli 1993 im Zuge der Aufnahmen des zweiten Studioalbums Turn Loose the Swans in den Academy Studios in West Yorkshire unter der produzierenden und technischen Begleitung von Robert ‘Mags’ Magoolagan aufgenommen. Zur Aufnahme bestand My Dying Bride aus dem Sänger Aaron Stainthorpe, den Gitarristen Andrew Craighan und Calvin Robertshaw, dem Bassisten Adrian Jackson, dem Schlagzeuger Rick Miah und dem Keyboarder und Geiger Martin Powell. Die Musik wurde von My Dying Bride gemeinsam geschrieben. Stainthorpe zeichnete derweil generell für die Liedtexte der Band verantwortlich. Powells, bis dahin dezent akzentuierendes, Geigenspiel nahm erstmals eine zentrale Rolle im Songwriting der Band ein und wurde so auch für The Crown of Sympathy als ein Leadinstrument neben der Gitarre genutzt. Die Gruppe hatte in der Aufnahme große Probleme den Mittelteil des Stücks aufzunehmen, da die Gruppe mit Fanfaren und einem elektronischen Schlagzeug agieren wollte, aber wenig Erfahrung mit Synthesizern hatte.
Die „Hymne auf Elend und Verzweiflung“ The Crown of Sympathy wurde neben Your River als eines der „Highlights“ des Albums Turn Loose the Swans gelobt, dass „die musikalische und emotionale Bandbreite der Band“ verdeutlicht. Das zu einem „Klassiker von My Dying Bride“ gewachsene Stück wurde insbesondere für das Gitarrenspiel als Höhepunkt in der Karriere von My Dying Bride wahrgenommen.

## Musik und Text
The Crown of Sympathy ist mit einer Spieldauer von mehr als 12 Minuten das längste Stück des Albums Turn Loose the Swans. Der Aufbau ist in unterschiedliche separate Passagen unterteilt die mittelalterlich Leid und Klage transportieren. Eine avantgardistisch anmutende Einleitung, ein an Dungeon Synth erinnernder elektronischer Mittelteil mit Fanfaren und Glockenschlägen sowie einem Outro mit ausblendenden „ineinandergreifenden Gitarrenleads und geduldigen Snare-Anschlägen“. Über den langen Aufbau mit unterschiedlichen Passagen ist The Crown of Sympathy ein besonders „abwechslungsreiches Stück“. Das Hauptriff zählt zu den bekanntesten und besten „in der Diskografie der Band“. Ebenso wird der leidend anmutende Klargesang Stainthorpes als eine seiner stärksten Leistungen gelobt. Dabei ist das Stück im Kontext des Gothic Metal jenes des Albums, dass dem Doom Metal am meisten zugewandt ist.

„Hier präsentieren sich Musik und Gesang dermaßen melancholisch, dass man immer wieder das Gefühl hat, Sänger Aaron würde jeden Moment abklappen.“

Das Stück wurde im 3/4-Takt und im Grundton C-Moll/D-Moll bei einem Tempo von 104 BpM geschrieben. Das Stück gilt als besonders emotional, durchschnittlich energiegeladen und wenig tanzbar.